# Fuga mortal
Fuga mortal (título original: Joshua Tree) es una película estadounidense de acción de 1993 dirigida por Vic Armstrong con el actor Dolph Lundgren en el papel del protagonista Santee.

## Argumento
El expiloto de carreras Santee se gana su dinero traficando con coches lujosos robados. Cuando él y su compañero Eddie son detenidos en una de dichas operaciones de transporte, la situación se sale de control. Se produce un tiroteo, en el que tanto Eddie como el policía son asesinados.
Santee, que fue herido en el tiroteo, es injustamente acusado de los dos asesinatos y condenado a cadena perpetua. Durante el traslado a la cárcel, Santee es víctima de un intento de asesinato de los guardas responsables y logra escapar. Durante el robo de un coche para poder huir del lugar, él secuestra a la conductora para su protección que resulta ser un ayudante de sheriff. Ahora es perseguido por toda la Policía del Estado. 
Durante los acontecimientos se descubre que es el policía Severence quien quiere asesinarlo. Él arrestó a Santee cuando era joven y había cometido un delito y utilizó eso como base para coaccionarlo a que trabaje para él en su negocio de robo y tráfico de coches lujosos, y fue él quien mató a Eddie y al policía para encubrir sus acciones criminales. 
Un juego de gato y ratón empieza, en el que Severance debe matar a Garrett, porque sabe demasiado y en la que Santee lucha para salvar su vida. En un tiroteo durante la noche en el centro del tráfico ilegal de coches de Severence, donde Santee tiene que enfrentarse a tiros con Severence y a sus esbirros, Severence no ve una cámara que graba otro asesinato suyo a sangre fría de otro policía, que, atraído por los acontecimientos, también estaba a punto de descubrirlo todo. Después del acontecimiento, en el que la joven fue testigo, la joven decide ayudar a Santee y le ayuda a escapar. Cuando la policía ve el video, la policía se da cuenta de que es inocente. 
Mientras tanto, Santee y Severence se enfrentan en el desierto que culmina en un enfrentamiento final allí. Cuando Santee consigue vencerlo, él piensa en matarlo por la muerte de Eddie, Eso, sin embargo, no ocurre, porque en ese momento la policía aparece y detiene a Severence mientras que Santee, con la ayuda de la joven policía, testigo de los sucesos, es absuelto. Después él decide volver a las carreras y ambos empiezan a desarrollar a causa de lo ocurrido un romance.

## Reparto
- Dolph Lundgren: Santee
- Kristian Alfonso: Rita Marek
- Geoffrey Lewis: Sheriff Cepeda
- Beau Starr: Jack 'Rudy' Rudisill
- Michelle Phillips: Esther Severence
- Matt Battaglia: Michael Agnos
- Bert Remsen: Woody Engstrom
- Michael Paul Chan: Jimmy Shoeshine
- Ken Foree: Eddie Turner

## Producción
La película fue rodada íntegramente en California, Estados Unidos. Al principio estaba planeado que Santee iba a matar a 5 matones en el almacén, pero por darle más acción a la película decidieron cambia esa parte del guion para que fuesen docenas.

## Críticas
- Es una típica película de acción B.[2]